# Wentworth Falls
Wentworth Falls – wodospad sezonowy położony w Australii (Nowa Południowa Walia), w parku narodowym Blue Mountains, na rzece Kedumba Creek, wysokości 187 metrów.
U podnóży wodospadów znajduje się jedno z dwóch miejsc występowania endemicznego dla Gór Błękitnych krzewu iglastego – Pherosphaera fitzgeraldii.